# Spiradiclis longibracteata
Spiradiclis longibracteata là một loài thực vật có hoa trong họ Thiến thảo. Loài này được C.Y.Liu & S.J.Wei miêu tả khoa học đầu tiên năm 1994.